# Ojiro
Ojiro (小代) est une zone située dans le bourg de Kami, district de Mikata de la préfecture de Hyōgo, au Japon.

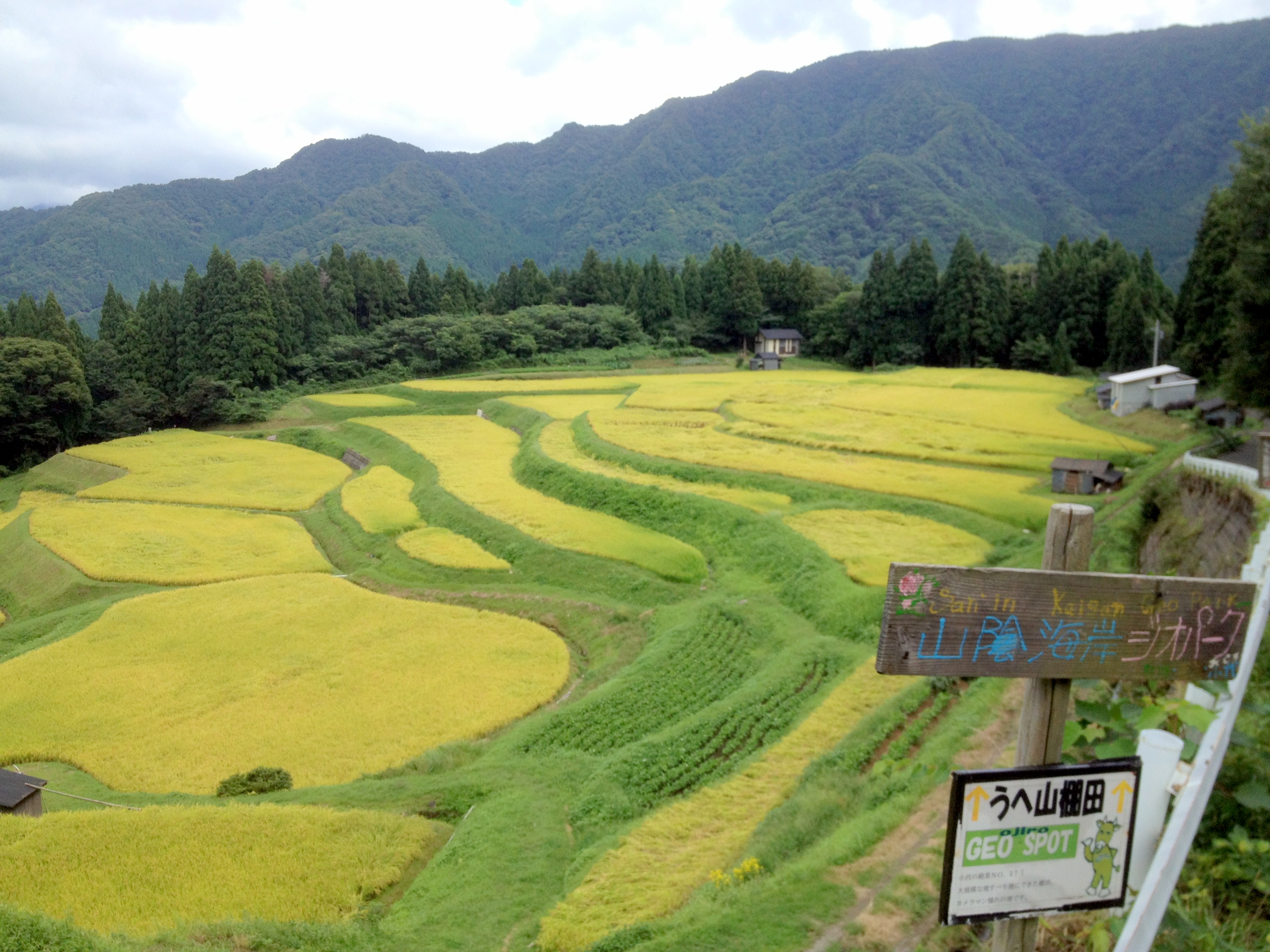
Rizières en terrasse à Ojiro.

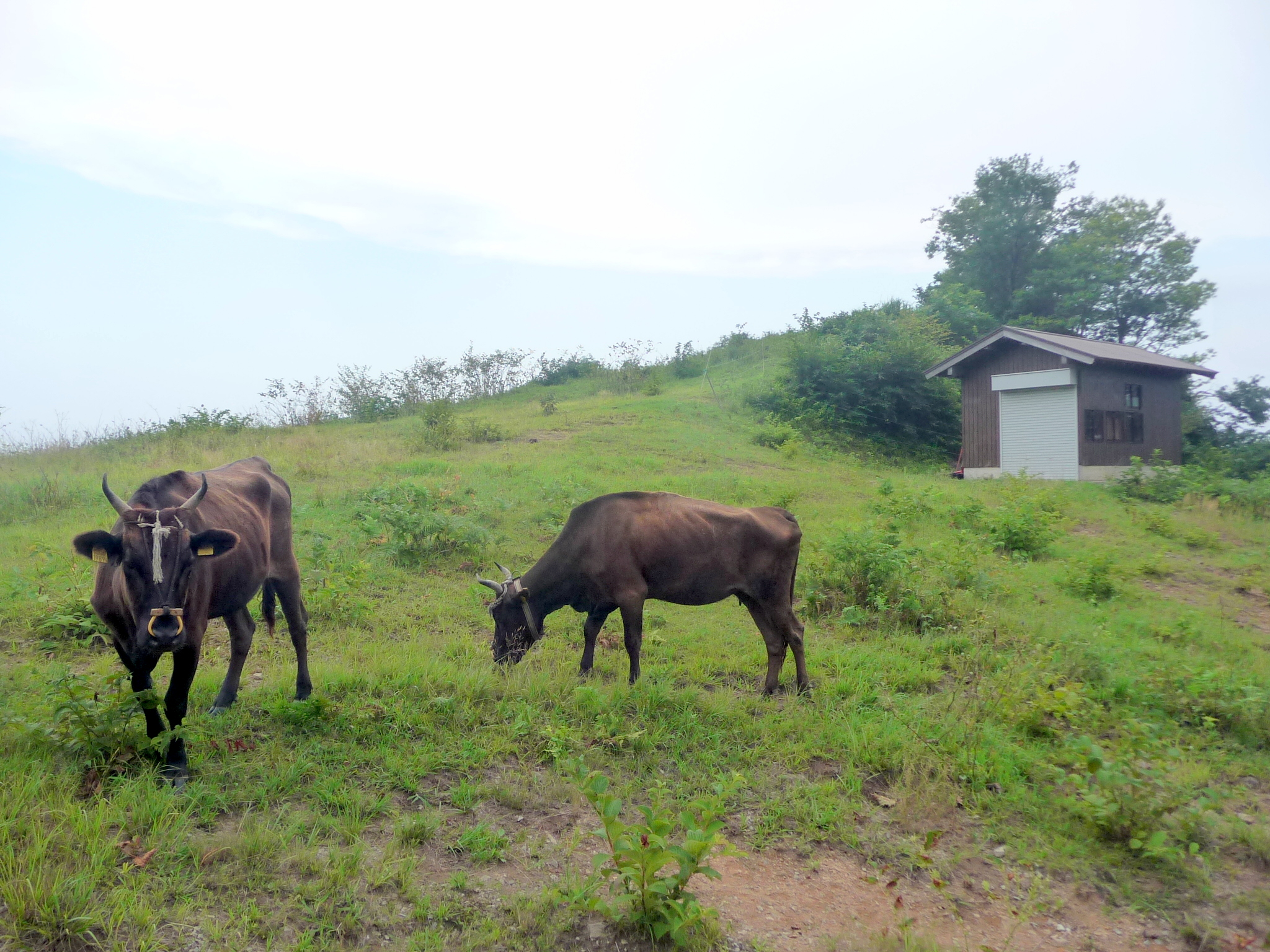
Bétail Tajima à Ojiro.

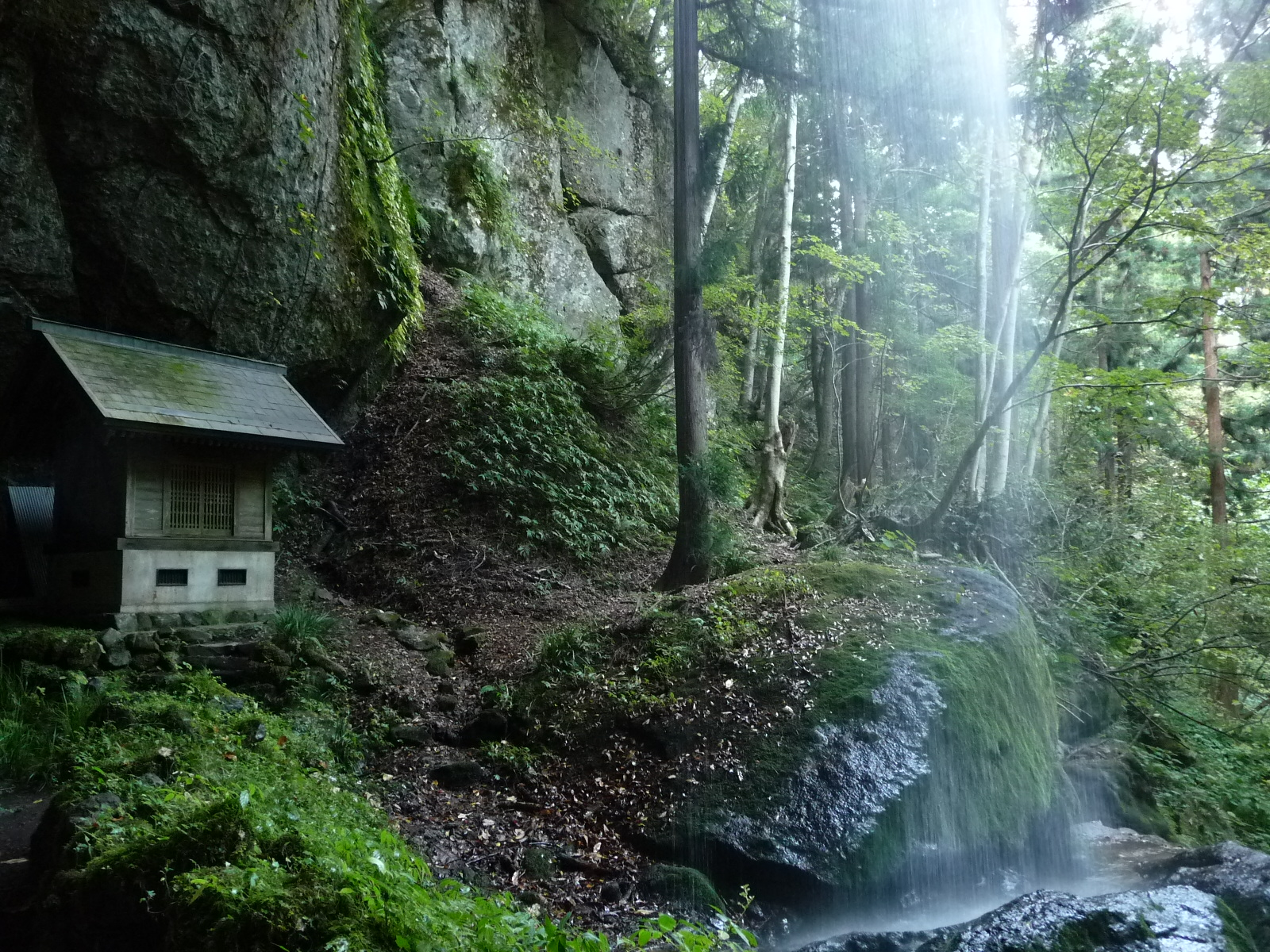
Chutes de Yoshitaki.

En 2012, la population de la région se monte à 2 200 habitants pour une superficie totale de 66,16 km2.
Ojiro est surtout une région montagneuse et se targue d'être la patrie de la race de bétail wagyu. Ojiro, qui est membre de l'association Les Plus Beaux Villages du Japon, est le lieu d'origine du Tajiri-go, le bœuf de Kobe, ancêtre de plus de 99,9 % des wagyu noirs japonais.
Ojiro est entièrement contenu dans le parc de San'in Kaigan (en).
Ojiro était un bourg de Mikata (en). Le 1er avril 2005, le bourg de Mikata est fusionné avec les bourgs de Kasumi (en) et Muraoka (en) pour créer le bourg de Kami. À cette époque, la partie de Kami qui était Mikata est rebaptisée Ojiro-ku小代区 (), ou arrondissement Ojiro, parce que certains résidents ont demandé à utiliser le nom de lieu traditionnel « Ojiro ».